# Manic Street Preachers
Manic Street Preachers (frecuentemente conocidos como Manics) son una banda de rock procedente de Gales. Son conocidos por sus letras inteligentes y habitualmente políticas y filosóficas. A pesar de que se los caracterizaba por haber sido una banda glam punk durante la primera etapa de su carrera, actualmente su música es considerada como rock alternativo, debido a importantes cambios en su sonido. 
La banda proclamó inicialmente que su álbum debut, Generation Terrorists, sería el "mejor álbum de rock de la historia" y vendería "16 millones de copias" en todo el mundo, o de lo contrario la agrupación se separaría. Aunque el álbum no pudo obtener semejante nivel de éxito, la banda continuó con su carrera, convirtiéndose en un trío tras la misteriosa desaparición de Richey Edwards en febrero de 1995. Edwards (quien prefería ser conocido como Richey James). En el 2008 fue presumido legalmente muerto, aunque nunca se encontró su cuerpo.
A lo largo de su carrera, la banda ha encabezado importantes eventos musicales como el Festival de Glastonbury, T in the Park y el Festival de Reading; ganó once premios NME, ocho premios Q y cuatro premios BRIT. Fueron nominados para el premio Mercury en 1996 y 1999 y para los MTV Europe Music Awards. Alcanzaron la primera posición en las listas de éxitos británicas en tres ocasiones: en 1998, con el álbum This Is My Truth Tell Me Yours y el sencillo "If You Tolerate This Your Children Will Be Next", y nuevamente en el año 2000 con el sencillo "The Masses Against the Classes". Han vendido más de diez millones de copias de sus álbumes en todo el mundo.

## Historia

### Inicios (1986 - 1991)
La banda - originalmente llamada Betty Blue (por la película Betty Blue del director francés Jean-Jacques Beineix) - se formó en 1986 en la escuela Oakdale Comprehensive en Blackwood, por James Dean Bradfield (guitarrista principal y vocalista), Sean Moore (baterista - primo de James), Nicky Wire (guitarra rítmica - hermano del poeta Patrick Jones) y Flicker (Miles Woodward, bajista). Durante ese período Bradfield había intentado escribir letras, pero se dio por vencido y Wire escribió todas las letras. Jenny Watkins-Isnardi, una exnovia de Nicky, ha afirmado que fue la primera cantante de la banda. En 1988 Flicker deja la banda alegando que se estaban alejando de sus raíces punk.
La agrupación, ahora llamada Manic Street Preachers, continuó como un trío, con Wire pasando a tocar el bajo. En 1989 grabaron su primer sencillo, "Suicide Alley". La portada fue fotografiada y diseñada por un amigo de la escuela del grupo, Richey James Edwards. La contribución de Edwards era escribir las letras junto a Wire, diseñando las tapas de las grabaciones y demás material gráfico, simular estar tocando la guitarra en el escenario o tocar a un volumen relativamente bajo (Richey James declaró acerca de la ejecución del instrumento que podía tocar algo, pero si se lo comparaba con James Bradfield no podía tocar en absoluto) y llevar a la banda desde y hacia los recitales.
En 1990, firman un contrato con la discográfica Damaged Good Records para el lanzamiento de un EP. El EP New Art Riot atrajo el interés de los medios de comunicación por los ataques a los músicos del momento. Manic Street Preachers firma con la discográfica Heavenly Records. El primer sencillo para Heavenly Records - "Motown Junk" (publicado el 21 de enero de 1991) exhibía su influencia íconoclasta del punk metal. La canción también mostró su gran alcance cultural con una introducción de Public Enemy.
Al año siguiente, la agrupación se ganó una reputación salvaje - como la dada a Guns N' Roses o The Sex Pistols - así también unos extremadamente leales seguidores. En las entrevistas atacaban a bandas como Slowdive (a la que Richey describió como 'peor que Hitler'), Ride y My Bloody Valentine, entre otros pop rockers del movimiento shoegaze y denunciaban a otros movimientos de estar en extinción Madchester. El manifiesto de Manic Street Preachers indicaba que lanzarían un álbum que vendería más que Appetite For Destruction, luego harían una gira mundial, llenarían Wembley durante tres noches y luego se separarían.
Su relación de amor y odio con la prensa y su uso del estilo de The Sex Pistols de manipulación a los medios de comunicación fue documentado en su siguiente sencillo para Heavenly Records, titulado "You Love Us". Nuevamente exhibieron su gran ambición cultural; el sencillo sampleaba desde el Treno a las Víctimas de Hiroshima de Penderecki hasta a Iggy Pop. El video, con Nicky vestido de Marilyn Monroe, contenía referencias visuales sobre Betty Blue y Aleister Crowley. En una legendaria entrevista con Steve Lamacq, periodista de New Musical Express en ese entonces, un hombre conocido por menospreciar todo lo que ve como promoción exagerada, Richey se corta el brazo con una hoja de afeitar escribiendo las palabras "4 Real" (de verdad, no ficticio) para probar su autenticidad. Tras este episodio fue llevado al hospital, donde recibió diecisiete puntos. Poco después la banda firma para Sony Records y comienza a trabajar en su álbum debut.

### Generation Terrorists-The Holy Bibley desaparición de Richey Edwards (1992 - 1995)
Su álbum debut, Generation Terrorists (originalmente titulado Culture, Alienation, Boredom and Despair), fue lanzado por el sello Columbia Records. La banda recorrió el mundo y logró el éxito en muchos países, incluyendo a sus esforzados seguidores de Japón, pero fallaron en el intento de progresar en los Estados Unidos. Posiblemente esto se debió a una imagen andrógina, elevadamente intelectual, y a la explosión del grunge, haciendo que todo lo que pareciera glam o heavy metal de un día al siguiente ya no estuviese de moda. Las notas contenían una cita literaria para cada una de las dieciocho canciones (Albert Camus, Sylvia Plath, George Orwell, entre otros). La duración del álbum era superior a setenta minutos, contenía seis sencillos y vendió 250.000 copias, pero la banda sintió que había fallado ya que no cumplió con sus elevadas expectativas. Pese a todo lo que previamente habían manifestado, la banda no se separó. Respondieron lanzando un sencillo aparte (una versión de "Suicide is Painless") que se convirtió en su primer hit en el Top 10 británico. A partir de allí, los cuatro miembros comenzaron a trabajar en un segundo álbum.

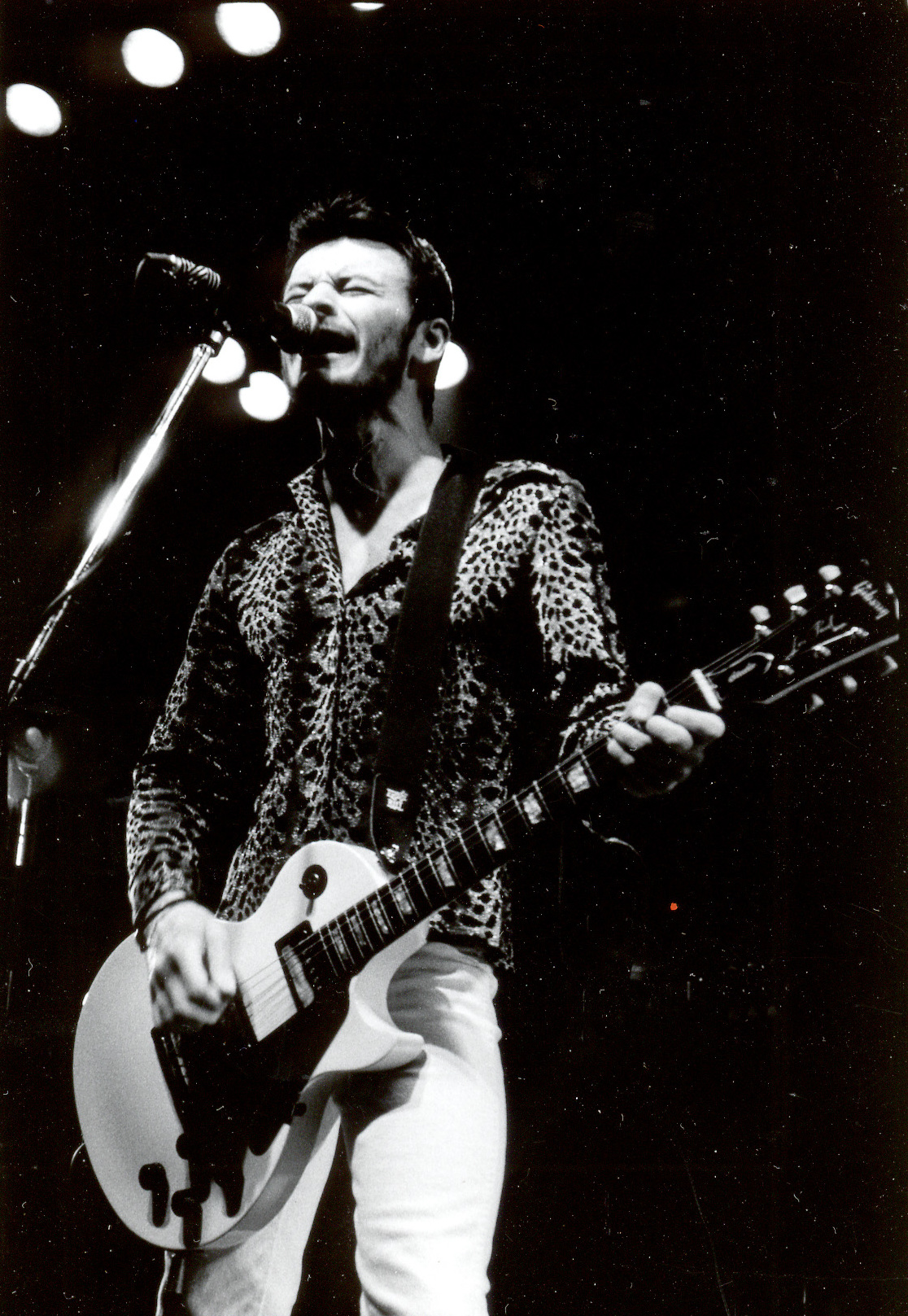
La banda en vivo en 1992.

El segundo álbum, Gold Against the Soul, fue lanzado y recibió una mayoría de críticas positivas, siendo en general bien recibido. Alcanzó el puesto número ocho en la lista británica de álbumes y mostró un sonido mucho más cercano al grunge. Las líricas también cambiaron, con Richey y Nicky absteniéndose de hacer declaraciones políticas y desarrollando su veta melancólica introspectiva. Uno de los temas - "La Tristesse Durera (Scream to a Sigh)" - es un homenaje a Vincent van Gogh basado en el comentario de Theo van Gogh tras el suicidio de su hermano: "La tristeza durará por siempre". La banda también dispuso de su imagen glam/punk, adoptando a ella un aspecto más dominante en la época.
A continuación de lo que la banda llamó "la etapa menos centrada de su carrera", los problemas personales de Edwards (anorexia, automutilación, alcoholismo) fueron empeorando y comenzaron a hacer mella tanto a él como a los demás miembros de la banda. Fue llevado a The Priory, una clínica para desórdenes psicológicos para superar sus problemas, mientras el resto de la banda tocaba en unos pocos festivales como trío.
El siguiente álbum del grupo, The Holy Bible, lanzado en agosto, mantuvo la aclamación de las críticas pero vendió extremadamente mal. De hecho vendió menos copias que los álbumes anteriores y por ello no fue lanzado en Estados Unidos, a pesar de que existía una versión americana del CD (que, en cambio, sí fue lanzada en Canadá) que más adelante resurgiría como parte de la edición del décimo aniversario. A pesar de esto fue considerado como la ópera magna de la banda y frecuentemente votado en las listas de los mejores álbumes de todos los tiempos. El álbum mostraba otro cambio musical y estético en el grupo, el look casual rocker fue reemplazado por uniformes del ejército y de la marina, imagen que se gestó a finales de su último tour en el Reino Unido, pero que tomaba ahora un nuevo significado. Musicalmente, la banda estaba virando hacia formas de rock gótico, con melodías altamente irregulares y riffs de guitarra fríos. Fue un cambio austero con respecto a su trabajo anterior, sustituyendo su hard rock radial por rock gótico influenciado por el post-punk y por el gusto musical de la banda en ese momento. Según James Dean Bradfield, escuchaban Unknown Pleasures de Joy Division constantemente durante la grabación del álbum.
Alrededor de un 75% de las letras habían sido escritas por Edwards. Estas habían tomado un curso poético y eran más desasosegantes que antes. Por eso se las comparó con las del álbum In Utero de Nirvana en casi todas las reseñas críticas, una valoración no completamente injustificada ya que Edwards en particular se encontraba escuchando ese álbum por ese entonces.
Para apoyar las ventas del álbum, la banda apareció en el programa Top of the Pops, tocando su primer sencillo, "Faster". La interpretación fue muy controvertida en aquel momento, debido a que la banda se hallaba vestida con ropa del ejército. Algunas personas confundieron las intenciones de la banda y pensaron que estaban apoyando grupos irlandeses terroristas del conflicto del Úlster. Posteriormente la banda fue informada por la BBC de que nunca habían recibido mayor cantidad de quejas. 
Meses después, el 1 de febrero de 1995, Richey James Edwards desapareció. Fue visto por última vez en el Hotel Embassy de Londres después de pagar e irse a las 7.00 a. m. Su automóvil se encontró abandonado el 14 de febrero de 1995 cerca del puente Severn, famoso por ser un escenario habitual de suicidios. "Te amo" fue la última frase que el escribió en el hotel. 
No fue visto nunca más, pese a varios supuestos avistamientos. No obstante, la banda guardó su porcentaje de las regalías por si Edwards regresaba. La banda anunció que la separación estaba siendo considerada, pero con el apoyo de la familia de Edwards, los Manics restantes volvieron a trabajar. Su primera aparición musical desde la partida de Richey fue grabar una versión de "Raindrops Keep Falling on my Head" de Burt Bacharach para The Help Album, de 1995, en socorro a la devastación provocada por la guerra de Bosnia-Herzegovina.

### Everything Must Go-Lifeblood(1996 - 2005)
El primer álbum sin Edwards, Everything Must Go, contenía cinco letras escritas por Richey únicamente o como coletrista. Las críticas positivas fueron numerosas. La mayoría de las letras fueron escritas por Wire incluyendo "A Design For Life", hit que alcanzó el puesto número dos en el Reino Unido, convirtiéndose en un himno de la clase trabajadora y que puso a la banda al lado de otras agrupaciones británicas como Oasis. La imagen de la banda cambió nuevamente, involuntariamente adquirieron una imagen casual similar a la de Oasis hasta el punto que el mensaje de "A Design For Life" fue rotundamente malinterpretado ("We don't talk about love/We only want to get drunk") ("no hablamos de amor, sólo queremos emborracharnos") fue previsto como una crítica mordaz a esos que creían que las clases trabajadoras no tienen profundidad cultural o emocional. Este verso fue adoptado erróneamente por muchos como un himno para borrachos. El álbum fue preseleccionado para los premios musicales Mercury en la categoría de mejor álbum, y produjo los sencillos "Australia", "Everything Must Go" y "Kevin Carter". 
This Is My Truth Tell Me Yours, de 1998, fue exitoso en casi todo el mundo y le dio a la banda su primer sencillo número uno: "If You Tolerate This Your Children Will Be Next", escrito sobre la guerra civil española e inspirado a partes iguales por Homenaje a Cataluña de George Orwell y Spanish Bombs de The Clash. El álbum también contenía los sencillos "You Stole The Sun From My Heart", "Tsunami" y la delicada y preciosa balada "The Everlasting".

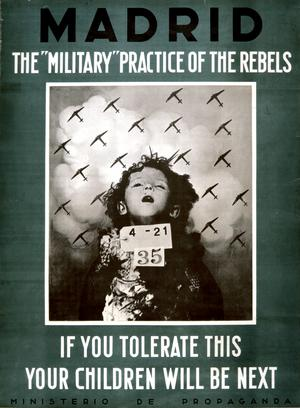
Póster del sencillo "If You Tolerate This Your Children Will Be Next".

En el 2000 lanzaron la versión limitada del sencillo "The Masses Against The Classes" que tomaba su nombre de una cita del primer ministro del Reino Unido, William Ewart Gladstone ("All the world over, I will back the masses against the classes": "Por todo el mundo, respaldaré a las masas contra las clases"). A pesar de casi no haber recibido promoción, el tema alcanzó el puesto número uno en las listas de sencillos del Reino Unido. El disco fue un regreso a sus raíces roqueras y fue bien aceptado por sus antiguos fanáticos. 
En el 2001 se convirtieron en la primera banda de rock occidental popular en tocar en la isla de Cuba, (en el teatro Karl Marx) y se encontraron con el presidente Fidel Castro. Su concierto y viaje a Cuba fue documentado y luego lanzado como un DVD titulado Louder than War.
En este recital revelan varios temas de su sexto álbum Know Your Enemy, mucho más ecléctico en la veta London Calling o Sandinista de la era Clash. La canción "Ocean Spray" fue escrita por James sobre su madre y la batalla contra el cáncer (ella falleció en 1999). Los primeros sencillos del álbum, "So Why So Sad" y "Found That Soul", fueron ambos lanzados en el mismo día (en ese momento, muchas críticas incorrectamente anunciaron esto como la primera vez que ocurría, a pesar de que más tarde resultó que, de hecho, Lush fue el primer grupo en lanzar dos sencillos en el mismo día, una proeza que habían realizado siete años antes en 1994). Otro sencillo fue "Let Robeson Sing", que trataba de un período de ocho años que comenzó en 1950, cuando el Departamento de Estado de los Estados Unidos confiscó el pasaporte del cantante de conciertos internacional Paul Robeson y con eso, su libertad de viajar fuera de los Estados Unidos (los aplausos al final de la canción fueron tomados de una grabación de un concierto que realizó por teléfono a un grupo galés de mineros). Cuando Robeson y sus abogados se encontraron con los oficiales en el Departamento de Estado de los Estados Unidos el 23 de agosto de 1950 para preguntar por qué era "perjudicial para los intereses del Gobierno de los Estados Unidos" que viaje al exterior, respondieron que les fue dicho que "sus frecuentes críticas del trato hacia los negros en los Estados Unidos no debían ser aireadas en países extranjeros". A partir de allí, se produjo una campaña internacional para romper con la prohibición de viajar.
El álbum de grandes éxitos Forever Delayed fue lanzado en 2002. Fue muy discutido por los que se quejaban de que no reflejaba las mejores canciones de la banda, sino que solamente incluía las canciones que llegaron alto en las listas (aunque tras una mirada en los charts afirmaba que esto no era completamente cierto). El álbum tenía dos temas completamente nuevos, "Door to the River" y "There by the Grace of God" (esta última fue lanzada como sencillo).
En 2003 se puso a la venta un álbum de caras B, rarezas y canciones versionadas - Lipstick Traces - después de una petición de algunos fanáticos sobre rumores del lanzamiento de un CD de grandes éxitos. Incluía la última canción grabada mientras Edwards estaba aún en la banda, "Judge Yr'self", que tenía la intención de ser incluida en la banda sonora de Judge Dredd, así como "4ever Delayed", tema que la banda había estado tocando durante años pero no había sido grabado.
El séptimo álbum de estudio de la banda, Lifeblood, fue puesto a la venta el 1 de noviembre de 2004, llegando solo al puesto 13 y apareciendo en las listas de álbumes del Reino Unido por dos semanas. Las críticas estaban mezcladas. Musicalmente, era un gran alejamiento de los álbumes anteriores de los Manics, aunque fue presagiado por There by the Grace of God. La banda tocó dos temas nuevos del álbum, "Empty Souls" y "Solitude Sometimes Is", durante su aparición en el festival Isle of Wight en 2004. "Everything Will Be", que el grupo había tocado en el Festival Glastonbury del 2003, apareció como una cara B del sencillo "The Love of Richard Nixon". Tony Visconti ayudó a la banda a producir tres canciones del CD, cuyo lanzamiento fue seguido de un tour en Reino Unido en el que hubo un segundo guitarrista que respaldaba a la banda (por primera vez desde la desaparición de Richey James).

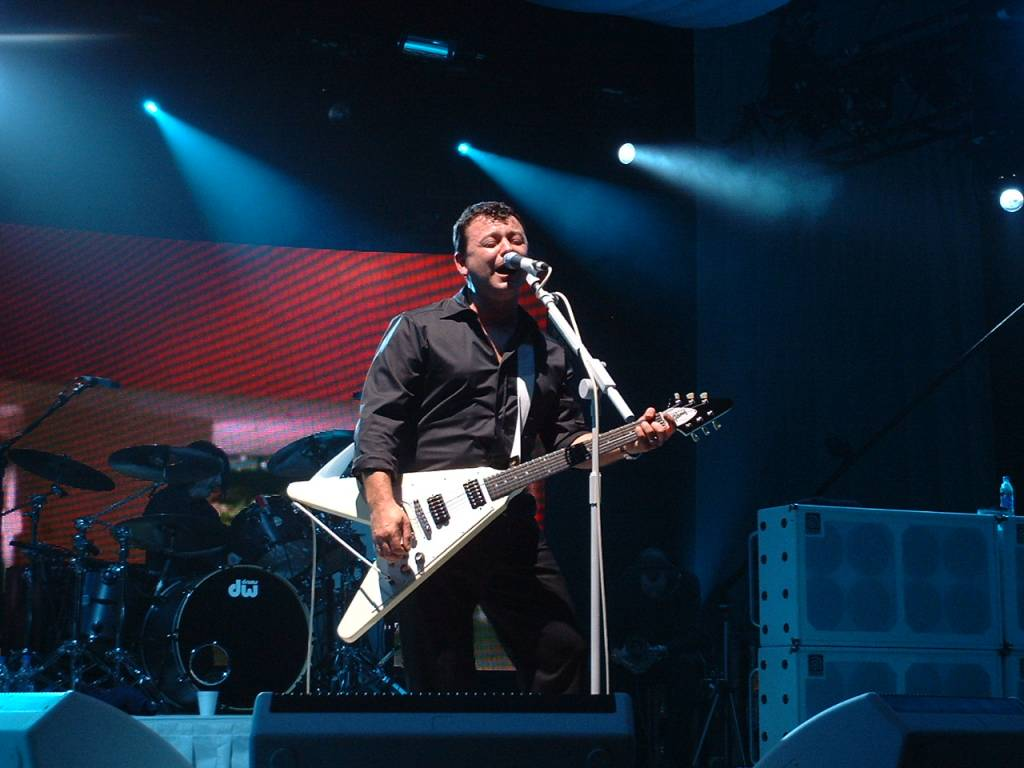
La banda en vivo en 2004.

Una edición de The Holy Bible, en respuesta a su décimo aniversario, fue lanzada el 6 de diciembre de ese año. Incluía una versión remasterizada digitalmente del álbum original, un mix americano y un DVD de los shows en vivo y extras que incorporaba una entrevista con la banda. 
El 19 de abril de 2005 la banda tocó el último recital del tour Past-Present-Future, y revelaron que sería el último en - por lo menos - dos años. Para agradecer a los fans por haber asistido, la banda lanzó un EP titulado God Save The Manics. Alrededor de 300 EP estaban disponibles y fueron entregados a los fans a la salida del recital. Tiempo después, cuando las copias se agotaron, los Manics hicieron que el EP pudiera ser descargado gratis en su página web por un tiempo limitado. 
En julio del 2005, Newsnight, de la BBC, llevó a cabo una encuesta entre sus televidentes, abarcando temas como álbumes, libros, trabajos artísticos, entre otros. The Holy Bible quedó primero en la lista de álbumes, derrotando a importantes discos como OK Computer de Radiohead y Dark Side of the Moon de Pink Floyd. En la encuesta se dijo: "la mayor sorpresa fue el triunfo de The Holy Bible, de Manic Street Preachers, álbum que sospecho que nunca haya sido escuchado por muchos de los empleados esenciales de Newsnight. En general no somos fanáticos de los Manics".

### Send Away The Tigers(2007)
El 5 de febrero de 2007 la banda anunció un gran tour por Reino Unido que comenzaría en mayo. El tour sería para respaldar la salida de su octavo álbum de estudio, Send Away The Tigers.
Una descarga gratuita de Underdogs, tema del nuevo álbum, fue posible al entrar al sitio web de Manic Street Preachers. El primer sencillo oficial de Send Away The Tigers fue "Your Love Alone Is Not Enough", con la participación de la vocalista de The Cardigans, Nina Persson. El sencillo llegó al puesto 26 en su semana debut, luego subió abruptamente al puesto número 2 - sin poder llegar al número uno por unos "pocos miles" de ventas.
El 14 de mayo de ese año, Send Away The Tigers entró a las listas oficiales de álbumes británicos en el puesto número 2 (notablemente más alto que Lifeblood), solo siendo superado por Favourite Worst Nightmare de Arctic Monkeys por unas 690 copias. El 6 de junio, la banda anuncia un tour en diciembre del año 2007. 
El 23 de julio, "Autumnsong" fue lanzada como el segundo sencillo del álbum, alcanzando el puesto número 10 en el Reino Unido. Un tercer sencillo, "Indian Summer", fue lanzado el 1 de octubre. Entró en las listas británicas en el puesto número 22. En febrero de 2008 en los premios NME Awards se les otorgó el premio Godlike Genius.

### Journal For Plague Lovers(2009)
En 2009 la banda anunció el lanzamiento de su nuevo álbum, cuyas letras fueron escritas en su totalidad por el desaparecido miembro Richey James Edwards, siendo este el primer y único álbum con letras de Edwards únicamente. Este es su noveno álbum de estudio, Journal for Plague Lovers. La banda decidió no lanzar sencillos, aunque difundieron el video hecho para "Jackie Collins Existential Question Time" en su página web.

### Postcards From A Young Man(2010)

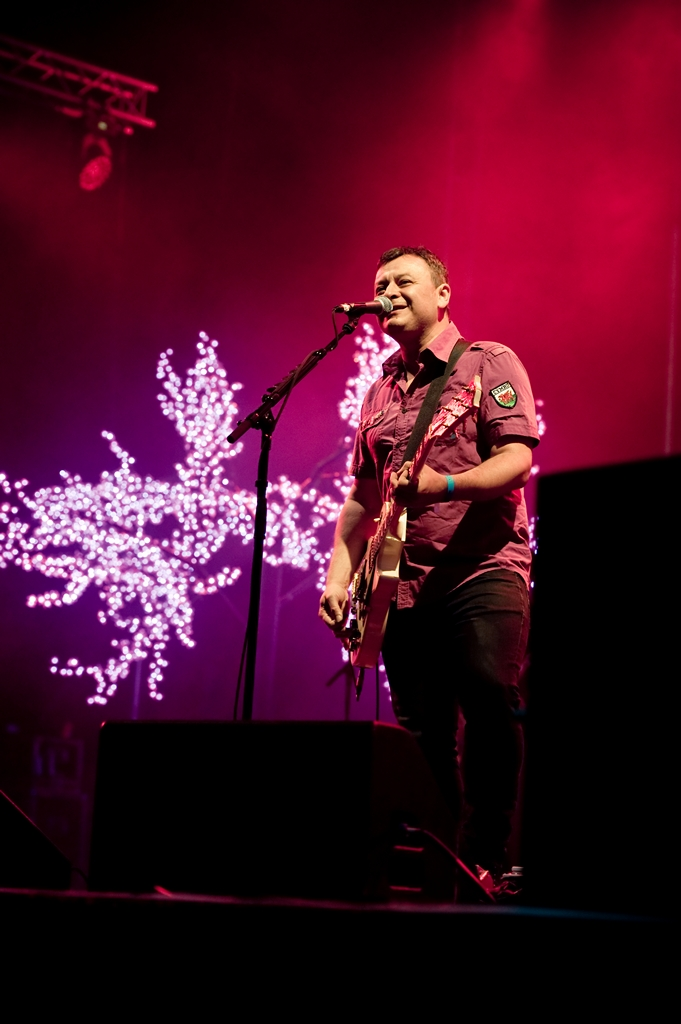
La banda en vivo en 2012.

El álbum se grabó con el productor (y colaborador de la banda desde hace mucho tiempo) Dave Eringa y se mezcló en Estados Unidos por Chris Lord-Alge. Se lanzó en una versión estándar, 2 CD de lujo y una caja de edición limitada. La portada del álbum usa una fotografía en blanco y negro del actor británico Tim Roth.
El recopilatorio National Treasures - The Complete Singles fue lanzado el 31 de octubre de 2011, precedido por el lanzamiento del sencillo "This Is the Day", una versión de la canción de The The.

### Rewind the FilmyFuturology(2013–2016)
En mayo de 2013, publicaron información sobre sus sesiones de grabación más recientes, diciendo que tenían suficiente material para dos álbumes; el primero sería casi exclusivamente sin guitarras eléctricas. El nombre del primer álbum y la canción principal se reveló como Rewind the Film el 8 de julio.
El sencillo principal del álbum, "Show Me the Wonder", se lanzó el 9 de septiembre de 2013 recibiendo críticas positivas. El álbum en sí fue lanzado el 16 de septiembre de 2013 y alcanzó el número 4 en la lista de álbumes del Reino Unido. El segundo sencillo del álbum, "Anthem for a Lost Cause", se lanzó el 25 de noviembre de 2013.
Futurology, el duodécimo álbum de estudio de la banda, fue lanzado el 7 de julio de 2014 y recibió la aclamación inmediata de la crítica. El primer sencillo del álbum, "Walk Me to the Bridge", se publicó como descarga digital el día de su anuncio, el 28 de abril.
La banda anunció en marzo de 2016 que lanzarían un tema musical para el equipo nacional de fútbol de Gales antes del torneo de la Eurocopa 2016 , titulado "Together Stronger (C'mon Wales)". Éste se lanzó el 20 de mayo, presentando también un video con la banda y el equipo galés. Todas las ganancias de la canción fueron para Princes Gate Trust y Tenovus Cancer Care.

### Escape from HistoryyResistance Is Futile
En febrero de 2017, la banda reveló un avance de un nuevo documental titulado Escape from History, que describe el viaje de la banda desde la publicación de su álbum The Holy Bible hasta la desaparición del guitarrista Richey Edwards y el enorme éxito de Everything Must Go. El documental se transmitió en Sky Arts el 15 de abril.
El 13 de abril de 2018, la banda publicó su último trabajo hasta el momento, su decimotercer álbum, llamado Resistance Is Futile.

### Proyectos solistas
A fines del 2005, Bradfield y Wire anunciaron que tenían intenciones de lanzar material como solistas previo a un nuevo álbum por la banda. El día de Navidad del 2005, los Manics subieron al sitio oficial un mp3 del nuevo tema de Nicky Wire titulado "I Killed The Zeitgeist" para descargarlo gratuitamente durante todo el día. El sonido era completamente diferente al de la banda, con instrumentos más distorsionados y la voz gutural de Wire. Los sencillos titulados "[Break My Heart Slowly" de Wire y "That's No Way To Tell A Lie" de Bradfield fueron transmitidos por radio. El sencillo y álbum debut de Bradfield (titulado The Great Western) fueron lanzados en julio, y el sencillo y álbum debut de Wire, titulado I Killed The Zeitgeist fueron lanzados en septiembre (ambos en el año 2006). Bradfield publicó en agosto de 2020 su segundo álbum en solitario, "Even in Exile", una colección de canciones inspirada en la vida del poeta, cantautor y activista chileno Víctor Jara.

## Discografía

### Álbumes de estudio
- Generation Terrorists (1992)
- Gold Against the Soul (1993)
- The Holy Bible (1994)
- Everything Must Go (1996)
- This Is My Truth Tell Me Yours (1998)
- Know Your Enemy (2001)
- Lifeblood (2004)
- Send Away The Tigers (2007)
- Journal for Plague Lovers (2009)
- Postcards from a Young Man (2010)
- Rewind the Film (2013)
- Futurology (2014)[15]
- Resistance Is Futile (2018)
- The Ultra Vivid Lament (2021)
- Critical Thinking (2025)

### Sencillos
| Título                                            | Año  | UK Singles Chart !! Álbum |                                           |
| ------------------------------------------------- | ---- | ------------------------- | ----------------------------------------- |
| "Suicide Alley"                                   | 1989 | —                         | Stand-alone                               |
| "Motown Junk"                                     | 1991 | #94                       | Stand-alone                               |
| "You love us"                                     | 1991 | #62                       | Stand-alone                               |
| "Stay Beautiful"                                  | 1991 | #40                       | Generation Terrorists                     |
| "Love's Sweet Exile/Repeat"                       | 1991 | #26                       | Generation Terrorists                     |
| "You Love Us"                                     | 1992 | #16                       | Generation Terrorists                     |
| "Slash 'N' Burn"                                  | 1992 | #20                       | Generation Terrorists                     |
| "Motorcycle Emptiness"                            | 1992 | #17                       | Generation Terrorists                     |
| "Suicide Is Painless" (Theme from M.A.S.H)        | 1992 | #7                        | Sencillo sin álbum                        |
| "Little Baby Nothing"                             | 1992 | #29                       | Generation Terrorists                     |
| "From Despair to Where"                           | 1993 | #25                       | Gold Against the Soul                     |
| "La Tristesse Durera (Scream to a sigh)"          | 1993 | #22                       | Gold Against the Soul                     |
| "Roses in the Hospital"                           | 1993 | #15                       | Gold Against the Soul                     |
| "Life Becoming a Landslide EP"                    | 1994 | #36                       | Gold Against the Soul                     |
| "Faster/P.C.P."                                   | 1994 | #16                       | The Holy Bible                            |
| "Revol"                                           | 1994 | #22                       | The Holy Bible                            |
| "She is Suffering"                                | 1994 | #25                       | The Holy Bible                            |
| "A Design For Life"                               | 1996 | #2                        | Everything Must Go                        |
| "Everything Must Go"                              | 1996 | #5                        | Everything Must Go                        |
| "Kevin Carter"                                    | 1996 | #9                        | Everything Must Go                        |
| "Australia"                                       | 1996 | #7                        | Everything Must Go                        |
| "If You Tolerate This Your Children Will Be Next" | 1998 | n.º 1                     | This Is My Truth Tell Me Yours            |
| "The Everlasting"                                 | 1998 | #11                       | This Is My Truth Tell Me Yours            |
| "You Stole the Sun from My Heart"                 | 1999 | #5                        | This Is My Truth Tell Me Yours            |
| "Tsunami"                                         | 1999 | #11                       | This Is My Truth Tell Me Yours            |
| "The Masses Against the Classes"                  | 2000 | n.º 1                     | Sencillo sin álbum                        |
| "Found That Soul"                                 | 2001 | #9                        | Know Your Enemy                           |
| "So Why So Sad"                                   | 2001 | #8                        | Know Your Enemy                           |
| "Ocean Spray"                                     | 2001 | #15                       | Know Your Enemy                           |
| "Let Robeson Sing"                                | 2001 | #19                       | Know Your Enemy                           |
| "There by the Grace of God"                       | 2002 | #6                        | Forever Delayed                           |
| "The Love of Richard Nixon"                       | 2004 | #2                        | Lifeblood                                 |
| "Empty Souls"                                     | 2005 | #2                        | Lifeblood                                 |
| "Underdogs"                                       | 2007 | #3                        | Send Away The Tigers                      |
| "Your Love Alone Is Not Enough"                   | 2007 | #2                        | Send Away The Tigers                      |
| "Autumnsong"                                      | 2007 | #10                       | Send Away The Tigers                      |
| "Indian Summer"                                   | 2007 | #22                       | Send Away The Tigers                      |
| "The Ghosts of Christmas"                         | 2007 | —                         | Sencillo sin álbum                        |
| "(It's Not War) Just the End of Love"             | 2010 | #28                       | Postcards from a Young Man                |
| "Some Kind of Nothingness"                        | 2010 | #44                       | Postcards from a Young Man                |
| "Postcards from a Young Man"                      | 2011 | #54                       | Postcards from a Young Man                |
| "This Is the Day"                                 | 2011 | #144                      | National Treasures – The Complete Singles |
| "Show Me the Wonder"                              | 2013 | #77                       | Rewind the Film                           |
| "Anthem for a Lost Cause"                         | 2013 | #200                      | Rewind the Film                           |
| "Walk Me to the Bridger"                          | 2014 | —                         | Futurology                                |
| "Futurology"                                      | 2014 | —                         | Futurology                                |
| "Together Stronger (C'mon Wales)"                 | 2016 | —                         | Sencillo sin álbum                        |
| "International Blue"                              | 2017 | —                         | Resistance Is Futile                      |
| "Distant Colours                                  | 2018 | —                         | Resistance Is Futile                      |
| "Dylan & Caitlin"                                 | 2018 | —                         | Resistance Is Futile                      |
| "Hold Me Like a Heaven"                           | 2018 | —                         |                                           |